# 齊藤智朗
齊藤 智朗（さいとう ともお、1972年 - ）は、日本の神道学者。國學院大學神道文化学部教授。博士（宗教学）（國學院大學・甲博士・2005年）。
専門は宗教学、近代神道史、近代日本宗教史。

## 来歴
2005年03月國學院大學大学院文学研究科神道学専攻博士課程後期修了、博士（宗教学）の学位を課程博士〈甲博士〉として取得。
2001年より同大学旧日本文化研究所に調査員として入所、2005年04月01日より助手に就任。2007年、旧日本文化研究所が廃止され、研究開発推進機構の発足と同時に同機構へ就任。2014年度より神道文化学部准教授、2017年度より教授。

## 著書

### 単著
- 『井上毅と宗教―明治国家形成と世俗主義 』（2006/4/1、久伊豆神社小教院叢書）ISBN 4335160453

### 共著
- 『昭和前期の神道と社会』（2016/2/25、國學院大學研究開発推進センター編・阪本是丸編、弘文堂）ISBN 4335160828
- 『戦後神道界の群像』（2016/7/1、神社新報社）ISBN 490812809X

## 論文
- 齊藤智朗